# Panzer I
Panzer I a fost un tanc ușor fabricat de Germania nazistă în anii 1930. Numele reprezintă prescurtarea denumirii din limba germană Panzerkampfwagen I (vehiculul blindat de luptă model I), abreviată PzKpfw I. Denumirea oficială a tancului în inventarul armatei germane era SdKfz 101 (vehiculul cu scop special 101).
Proiectarea lui Panzer I a început în 1932, iar producția în masă în 1934. Tancul trebuia inițial să fie folosit numai pentru instrucție, cu scopul de a implementa în rândurile Wehrmachtului conceptul utilizării formațiunilor blindate în războiul modern. Cu toate acestea, Panzer I a fost folosit în Războiul Civil Spaniol, în campaniile din Polonia, Franța, Uniunea Sovietică și Africa de Nord, precum și în Al Doilea Război Chino-Japonez. Experiențele utilizării tancului ușor Panzer I în timpul Războiului Civil Spaniol au contribuit la elaborarea planurilor de invadare a Poloniei în 1939 și a Franței în 1940 de către corpurile blindate germane. Din 1941, șasiul tancului Panzer I a fost folosit pentru construirea vânătorilor de tancuri și a tunurilor de asalt. De-a lungul utilizării sale, au existat tentative de a îmbunătăți acest model, inclusiv în cadrul țărilor străine care au avut în dotare Panzer I, pentru a prelungi durata de exploatare. Tancul a fost folosit de către armata spaniolă până în anul 1954.
Performanța tancului Panzer I în luptă era limitată de blindajul subțire și de armamentul ușor care consta în două mitraliere. Fiindcă vehiculul a fost proiectat pentru instrucție, Panzer I nu era la fel de capabil precum celelalte tancuri ușoare ale epocii, precum modelul sovietic T-26. Deși vulnerabil în luptă, acest model reprezenta o mare parte din numărul tancurilor germane, fiind folosit în toate campaniile importante ale Wehrmachtului dintre septembrie 1939 și decembrie 1941. Acest tanc ușor mic și vulnerabil a fost depășit ca importanță de către tancurile germane mult mai cunoscute, precum Panzer IV, Panther sau Tiger. Cu toate acestea, contribuția tancului Panzer I în primele victorii ale Germaniei naziste din timpul celui de-al Doilea Război Mondial a fost semnificativă.

## Blindaj
Panzer I avea 13 mm de blindaj din oțel ușor înclinat în toate laturile, cu 8 mm de blindaj în partea superioară a turelei și 6 mm în partea superioară și inferioară a blocului. Blindajul era suficient pentru a opri gloanțele de mitralieră , dar insuficient pentru armele de calibru mai mare.

## Armament
Panzer I era înarmat cu două mitraliere de calibrul 7,92 mm. Aceste arme puteau să se miște independent și erau utile contra vehiculelor fără blindaj, dar complet ineficiente contra obiectivelor blindate.

## Mobilitate
Panzer I  Ausf. A, era dotat cu un motor Krupp M305 pe benzină cu 4 cilindri care dezvolta o putere de 57 cp și puteau să propulseze tancul până la 37 km/h, cu o autonomie de 145 km pe șosea. Panzer Ausf. B avea un motor Maybach NL38Tr cu șase cilindri și 100 cp, atingea viteza maximă de 40 km/h și 170 km autonomie pe șosea.

## Echipa
Panzer I era condus de doi membri. Mecanicul conductor era situat în partea anterioară, iar comandantul era așezat în turelă controlând radio și armele.